# Teustepe
Teustepe è un comune del Nicaragua facente parte del dipartimento di Boaco.